# Jakub Wujek

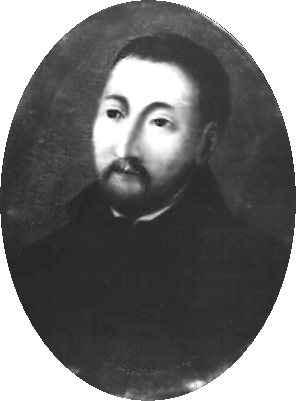
Jakub Wujek

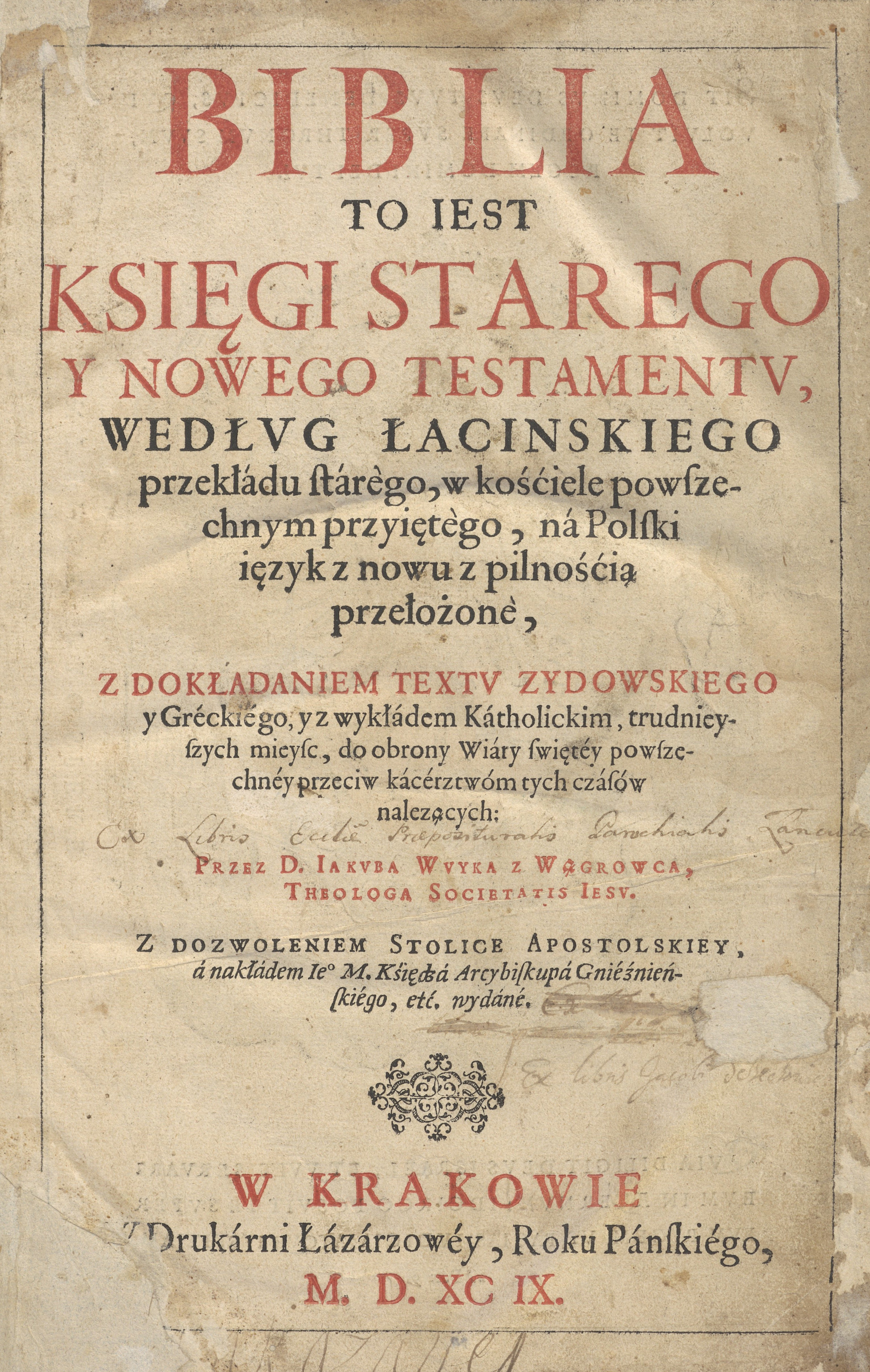
Titelseite der 1. polnischen Bibelausgabe von 1599

Jakub Wujek (* 1541 in Wągrowiec; † 1597 in Krakau) war ein polnischer Jesuit, religiöser Schriftsteller und Autor einer frühen, einflussreichen katholischen Bibelübersetzung ins Polnische.
Wujek studierte Philosophie an der Universität Wien und Theologie am Collegium Romanum.
Er war Autor der Bibelübersetzung (die Gesamtausgabe erschien 1599, zwei Jahre nach seinem Tod), zahlreicher religiöser Schriften und Predigtsammlungen. Außerdem war er der erste Rektor des Jesuitenkollegs Posen (1571–1578), anschließend ab 1578 Rektor des Jesuitenkollegs Vilnius und nach dessen Umwandlung 1579 in die Universität Vilnius bis 1580 der erste Rektor dieser Universität.

## Werke (Auswahl)
- Postilla Catholica[1]
- Postilla mniejsza
- Żywoty
- Pasja